# William Dieterle
William Dieterle (Ludwigshafen, 1893. július 15. – Ottobrunn, 1972. december 9.) német-amerikai filmrendező és színész. Legnagyobb sikereit az 1930-as évek második felében érte el. A filmiparban betöltött tevékenységének köszönhetően csillagja megtalálható a Hollywood Walk of Fame-en.

## Fiatalkora és korai karrierje
1893. július 15-én született Wilhelm Dieterle néven Jacob és Berthe Dieterle kilenc gyermeke legfiatalabbjaként. Gyermekkorában nagy szegénységben élt, különböző módon keresett pénzt, többek között dolgozott ácsnál és fémhulladék kereskedőnél is. Érdeklődése egészen korán a színjátszás felé fordult, a családi fészerben színműveket adott elő családja és barátai társaságában. 16 éves korában tanoncként csatlakozott egy vándorszíntársulathoz. Feltűnően jó megjelenésének és elhivatottságának köszönhetően hamar a színpadi élet meghatározó romantikus színészei közé került. 1919-ben felfigyelt rá Max Reinhardt Berlinben és színészként alkalmazta a produkcióiban egészen 1924-ig. 1921-től kezdett el szerepelni német filmekben - főleg hogy több pénzt keressen - és hamar népszerű karakterszínésszé vált, de ambíciója egyre jobban kezdte hajtani a rendezés felé. 1921-ben vette feleségül a színésznő Charlotte Hagenbrucht, akivel haláláig együtt maradt.
1923-ban saját pénzén elkészítette az első filmjét Der Mensch am Wege címmel. A produkció egy Lev Tolsztoj-novellán alapult és a fiatal Marlene Dietrich is lehetőséget kapott benne. Évekkel később így nyilatkozott erről Dieterle: „Csak négy vagy öt nagyon fiatal, lelkes és forradalmi ötletekkel teli művész voltunk. Megcsináltuk a filmet, ami semmi pénzt nem hozott, de bemutatták és érdekes kísérlet volt.” 1924-ben elhagyta Reinhardt társulatát, és saját színtársulatot alakított Berlinben, habár sikertelennek és rövid életűnek bizonyult. Később visszatért színészként a mozivászonra és olyan nagysikerű produkciókban szerepelt, mint Friedrich Wilhelm Murnau Faustja. 1927-ben megalapította feleségével saját produkciós cégét Charrha-Film néven és visszatért a rendezői székbe is.

## Karrierje az 1930-as években
A harmincas évek elején a német gazdasági helyzet rosszabbodott és politikai légkör is élesebbé vált, ezért mint sokan a német filmiparból, Dieterle is az Egyesült Államokba emigrált. Dieterle erről azt mondta: „Keringett egy vicc Berlinben… ha a telefon megcsörrent egy étteremben, az emberek azt mondták, ez Hollywood lesz. Nos egyszer egy este éppen a feleségemmel vacsoráztunk, amikor valóban megtörtént.” Dieterle első tengerentúli megbízását a First Nationaltól kapta, hogy hollywoodi filmekhez gyártson német nyelvű szinkront, mert a stúdió meg akarta tartani a külföldi érdekeltségeit a hangosfilmek betörésével is. Amikor Dieterle és felesége egy csoport társaságával megérkezett a filmek már le voltak szinkronizálva, ezért lehetőség nyílt előttük, hogy elkészítsenek amerikai filmsikerek német nyelvű változatait is. Négy ilyen produkció készült köztük Lloyd Bacon Moby Dickjének feldolgozása is, melyben maga Dieterle játszotta Ahab kapitányt. A négy film elkészítése után Hal B. Wallis a Warner Brothers alelnöke annyira le volt nyűgözve, hogy Hollywoodba hívta Dieterlét dolgozni. 1937-ben felvette az amerikai állampolgárságot is.
1931-ben első produkciója – The Last Fight – forgatása során hamar elsajátította a hollywoodi filmgyártás fortélyait. Habár a közvetlenül az első világháború után játszódó történet nem volt igazán sikeres a maga idejében, de egy 1970-es vetítésen elfeledett remekműnek kiáltották ki. Első amerikai évei nem voltak túl emlékezetesek. 1934-ben Max Reinhardt Los Angelesben színpadra vitte a Szentivánéji álmot. Dieterle meggyőzte a Warner Brotherst, hogy William Shakespeare komédiájából készítsenek egy nagy szabású filmet sztárokkal megtűzdelve. Így született meg a Szentivánéji álom, amivel Dieterle bekerült a vezető hollywoodi rendezők közé. A produkcióban látható volt James Cagney, Olivia de Havilland, Joe E. Brown és a 11 éves Mickey Rooney. A film nagyon vegyes kritikai fogadtatásban részesült, egyeseknek nem tetszett Shakespeare „amerikanizálása”. Mindezek ellenére anyagilag sikeres volt, és a mai napig klasszikusnak számít. Érdekesség, hogy a forgatás során maga Reinhardt is próbált a színészekkel, de a rendezést Dieterlére hagyta.
Egy év múlva elkészítette első nagysikerű életrajzi filmdrámáját a Louis Pasteur történetét Paul Munival a főszerepben. Muni Louis Pasteur megformálásáért megkapta az Oscar-díjat. A film sikere a Warner Brothers tekintélyét is növelte a „presztízs filmek” terén, hiszen addig majd egy évtizedig főként a krimijeiről volt híres a stúdió. Bár ez olyan filmek elkészítéséhez is vezetett a jövőben, melyekért Dieterle nem különösebben lelkesedett. Köztük volt a Koldus és királyfi, a Satan Met a Lady Bette Davis főszereplésével és egy életrajzi dráma Florence Nightingaleről a The White Angel.
Ezután Dieterle engedélyt kapott a stúdiójától, hogy elkészítse a Zola életét, egy újabb életrajzi filmet ismételten Paul Munival a címszerepben. A produkció a francia regényíró Émile Zola életét dolgozza fel, de a középpontban a Dreyfus-ügy áll. A film hatalmas siker lett, az író Frank S. Nugent szerint a „legjobb történelmi film, ami valaha készült és a legnagyszerűbb biográfia a filmvásznon”. A produkciót tíz Oscar-díjra jelölték, melyből hármat kapott meg, köztük a „legjobb film” díját. Dieterlének is kijárt a rendezésért a jelölés, de alulmaradt Leo McCareyvel szemben. Ez volt pályafutása során egyetlen Oscar jelölése.
A következő és talán leghírhedtebb filmje - ami későbbi élete során többször visszakísértett - a Blokád volt Henry Fondával és Madeline Carroll-lal a főszerepben. A nyíltan antifasiszta film a spanyol polgárháborúban játszódik. A premierje során ellentmondásos fogadtatásban részesült, de a McCarthy-éra alatt a kevés nagy szabású film egyike volt, mellyel foglalkozott a kongresszus vizsgálóbizottsága.
A Juarez volt a harmadik életrajzi témájú munkája Paul Munival, melynek középpontjában a mexikói politikus, Benito Juárez és konfliktusa Miksa császárral állt. Egy ’70-es években készült interjúban így nyilatkozott a filmről: „Napjaink legnagyobb filmje lenne, egy nagy modern hadsereg vergődése a gerillákkal szemben. A párhuzam Vietnámmal annyira nyilvánvaló.”
1939-ben A Notre Dame-i toronyőrrel ismét mind szakmailag és anyagilag sikeres filmet készített. A címszereplő Charles Laughton mellett a mindössze 19 éves Maureen O’Hara volt látható Esmeraldaként. Ezután két életrajzi film következett - Paul Muni helyett Edward G. Robinsonnal a főszerepben, a 606. kísérlet és az A Dispatch From Reuter's. Ezek voltak egyben az utolsó filmjei a Warner Brothersnél.

## Karrierje a ’40-es években
A ’40-es években munkáit jobban áthatotta a szenvedély és romantika. 1941-ben megrendezte az Ördögi út a boldogsághoz című gótikus elemekkel tarkított fantasyt. A Walter Huston főszereplésével készült produkció Goethe Faustján alapult. Habár bemutatójakor nem volt sikeres, ma már klasszikusnak számít. Ezután Andrew Johnsonról, az Egyesült Államok tizenhetedik elnökéről készített filmet Van Heflin és Lionel Barrymore szereplésével Tennessee Johnson címmel. 1944-ben elkészítette a Kismet című kalandfilmet Ronald Colemannal és Marlene Dietrichhel. 1948-ban a Joseph Cotten, Jennifer Jones párossal forgatta a Portrait of Jennie című filmet, mely egy festőről és múzsájáról szólt. A produkció költségvetése átlépte a kereteket, ezért a producer David O. Selznick arra kényszerült, hogy eladja Dieterle szerződését a Paramount Picturesnek, ahol karrierje soha nem ért korábbi sikerei magasságába.

## Késői karrierje
A pályafutása az ’50-es években a McCarthy-érában hanyatlani kezdett. Habár fekete listára soha nem került, mégis vonakodva dolgoztak vele együtt, többek között a Blokád miatt is. Erről az időszakról így nyilatkozott: "Habár tudomásom szerint soha nem voltam fekete listán, valamilyen szürke listán lehettem, mert nem kaptam munkát."
Az '50-es években folytatta az amerikai filmek gyártását: Salome (1953) Rita Hayworthszel, Elefántjárat (1954) Elizabeth Taylorral. Az utóbbi produkció három hónapig szünetelt kényszerűségből, mert a Külügyminisztérium nem engedte Dieterlét Ceylonba utazni. Ezután még két filmet készített Hollywoodban, majd visszatért Európába dolgozni. Németországban és Olaszországban készített néhány filmet 1965-ös visszavonulásáig.

## Fontosabb filmjei
- 1957 - Omar Khayyam
- 1954 - Elefántjárat (Elephant Walk)
- 1953 - Salome
- 1950 - A sötét város (Dark City)
- 1949 - A vádlott (The Accused)
- 1944 - Kismet
- 1944 - Találkozunk még (I'll Be Seeing You)
- 1943 - Tennessee Johnson
- 1941 - Ördögi út a boldogsághoz (The Devil and Daniel Webster)
- 1940 - 606. kísérlet (Dr. Ehrilch's Magic Bullet
- 1939 - A Notre-Dame-i toronyőr (The Hunchback of Notre Dame)
- 1939 - Juarez
- 1938 - Blokád (Blocade)
- 1937 - Zola élete (The Life of Emile Zola)
- 1937 - Koldus és királyfi (The Prince and the Pauper)
- 1935 - Louis Pasteur története (The Story of Louis Pasteur)
- 1935 - Szentivánéji álom (A Midsummer Night's Dream)

## Fordítás
- Ez a szócikk részben vagy egészben  a   William_Dieterle című angol Wikipédia-szócikk fordításán alapul.  Az eredeti cikk szerkesztőit annak laptörténete sorolja fel. Ez a jelzés csupán a megfogalmazás eredetét és a szerzői jogokat jelzi, nem szolgál a cikkben szereplő információk forrásmegjelöléseként.